# William Mulholland
Pour les articles homonymes, voir Mulholland.
William Mulholland (Belfast, Irlande, 11 septembre 1855 – Los Angeles, Californie 22 juillet 1935) est un ingénieur américain d'origine irlandaise qui travailla en Californie et fut une figure marquante de l'histoire de Los Angeles.
Il a dirigé la construction du premier aqueduc de Los Angeles, qui a permis à la cité de devenir l'une des plus grandes villes du monde. L'exploitation de l'aqueduc a conduit cependant aux conflits connus sous le nom de guerres de l'eau en Californie, et à un désastre écologique dû à l'assèchement du lac Owens et de la vallée du même nom. En mars 1928, sa carrière prend fin lorsque, 12 heures après que lui et son assistant y ont effectué une inspection de sécurité, le barrage de St. Francis s'effondre, causant un grand nombre de morts et des dégâts considérables.

## Biographie

### Jeunesse et arrivée en Californie
William Mulholland naît en 1855 à Belfast. Ses parents, Hugh et Ellen Mulholland, sont originaires de Dublin, où ils reviennent quelques années après la naissance de William. Son frère cadet, Hugh Jr. naît en 1856. À la naissance de William, son père travaille comme gardien du Royal Mail. En 1862, alors qu'il a sept ans, sa mère meurt. Trois ans plus tard, son père se remarie. William est élève à O'Connell School, école secondaire tenue par les Frères chrétiens à Dublin. Après avoir été battu par son père parce qu'il a de mauvaises notes à l'école, William choisit la mer pour s'échapper : à 15 ans, il s'engage dans la marine marchande britannique. Il passe les quatre années suivantes comme marin parcourant principalement les routes de l'Atlantique. En 1872, il délaisse la mer et voyage vers la Californie. Il émigre d'abord à New York avant d'arriver à Los Angeles.

### Début de carrière à Los Angeles
À l'époque, la ville compte environ 9 000 habitants. Mulholland décide rapidement de retourner en mer, car le travail est difficile à trouver. En allant au port de San Pedro pour trouver un navire, il accepte un emploi où il doit creuser un puits à eau. Après un bref séjour en Arizona, où il prospecte de l'or et travaille sur le Colorado, il se voit confier un emploi de député Zanjero (distributeur d'eau) par Frederick Eaton, au sein de la toute récente Los Angeles City Water Company (LACWC). En haute Californie, sous les administrations espagnole et mexicaine, l'eau était livrée à Pueblo de Los Angeles dans un grand fossé ouvert, le Zanja Madre. L'homme qui s'occupait du fossé était appelé un zanjero.
En 1880, Mulholland supervise la pose du premier pipeline d'eau construit en fer installé à Los Angeles. Il quitte brièvement son emploi à la LACWC en 1884, mais y revient à la mi-décembre de la même année. Il part de nouveau en 1885 pour travailler pour la Compagnie des terres et eaux de Sespe. Dans le cadre de ses indemnités, il lui est accordé vingt acres de terres dans Sespe Creek (en). En 1886, il revient au LACWC et, en octobre de cette même année, il obtient la citoyenneté américaine. À la fin de 1886, il est nommé surintendant du LACWC. En 1898, le gouvernement de la ville de Los Angeles décide de ne pas renouveler le contrat qui le lie à la LACWC.
Quatre ans plus tard, le Los Angeles Water Department est créé, avec Mulholland comme surintendant. En 1911, le Département de l'eau est renommé Bureau of Water Works and Supply, et Mulholland y exerce la fonction d'ingénieur en chef. En 1937, deux ans après la mort de Mulholland, le Bureau of Water Works and Supply fusionne avec the Bureau of Power and Light pour former le Los Angeles Department of Water and Power (LADWP). C'est agence qui, depuis cette époque, contrôle, fournit et entretient tous les services domestiques de la ville,.

### Aqueduc de Los Angeles
Pour un article plus général, voir Aqueduc de Los Angeles.

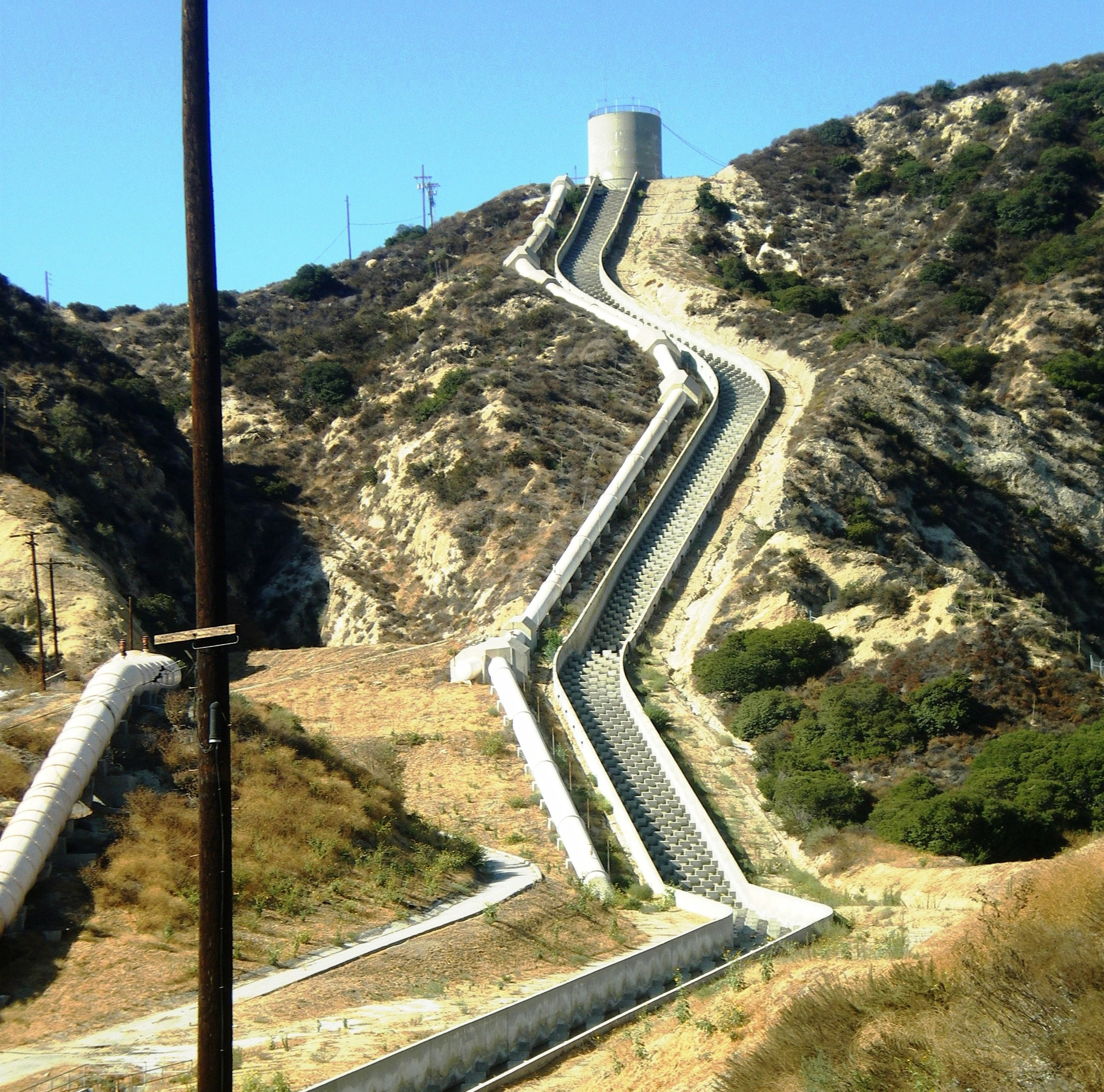
Les cascades du second aqueduc de Los Angeles près de Sylmar, à Los Angeles.

Mulholland a la vision d'un Los Angeles qui deviendrait beaucoup plus grande que la ville du début du XXe siècle. Le facteur limitant la croissance de Los Angeles est alors son approvisionnement en eau. En effet le climat de la région est semi-aride, avec des précipitations faibles. « Si vous n'obtenez pas l'eau, vous n'en aurez pas besoin », commente alors Mulholland.
Mulholland partage sa vision sur l'avenir de la ville avec Frederick Eaton, le maire de Los Angeles de 1898 à 1900. Ils ont travaillé ensemble dans la Compagnie d'eau privée de Los Angeles dans les années 1880. En 1886, Eaton devient ingénieur de la ville et Mulholland, surintendant de la compagnie des eaux. Lorsqu'Eaton est élu maire, il contribue à la prise de contrôle de cette entreprise par la ville, effective en 1902. Et, lorsque la société devient le service des eaux de Los Angeles, Mulholland continue à en être le surintendant, en raison de son excellente connaissance du système d'alimentation en eau.
L'expansion de la ville accélère peu après les premières livraisons du programme de travaux publics conduits par Mulholland, qui permettent d'irriguer de grandes surfaces de terres jusqu'alors arides. En une décennie, la population de la ville vient de doubler, passant de 50 000 habitants en 1890 à plus de 100 000 en 1900. Dix ans plus tard, elle est passée à près de 320 000.
Pour permettre cette expansion, Eaton et Mulholland se rendent compte que la grande quantité de ruissellement de l'eau s'écoulant de la Sierra Nevada dans la vallée de l'Owens peut être transportée à Los Angeles au moyen d'un aqueduc, en déplaçant le liquide uniquement grâce à la gravité:3.
De 1902 à 1905, Eaton, Mulholland et d'autres œuvrent en sous-main pour s'assurer que Los Angeles obtienne les droits sur l'eau dans la vallée de l'Owens, bloquant la construction par le Bureau of Reclamation d'infrastructures hydrauliques pour la population locale:48-69:62-69. Alors qu'Eaton s'engage dans la plupart des manœuvres et chicaneries politiques:62, Mulholland trompe l'opinion publique de Los Angeles en sous-estimant considérablement la quantité d'eau disponible pour la croissance de la ville:73. Il induit également en erreur les habitants de la vallée de l'Owens : il indique que Los Angeles ne prélèvera que des flux inutilisés dans la vallée de l'Owens, tout en prévoyant l'utilisation de l'intégralité des droits sur l'eau pour remplir l'aquifère de la vallée de San Fernando:73.
En 1906, les commissaires de l'eau de Los Angeles nomment William Mulholland ingénieur en chef du Bureau de l'aqueduc de Los Angeles. De 1907 à 1913, il dirige la construction de l'aqueduc, long de 223 km et inauguré en novembre 1913. La complexité du projet est comparée à la construction du canal de Panama. 
L'eau de la rivière Owens rejoint un réservoir dans la vallée de San Fernando le 5 novembre 1913. Lors d'une cérémonie ce jour-là, Mulholland prononce quelques mots restés célèbres : « There it is. Take it. » (« La voilà. Prenez-là »:151-153).
L'aqueduc transporte l'eau de la vallée de l'Owens dans la Sierra orientale pour irriguer et l'entreposer dans la vallée de San Fernando qui ne faisait pas partie de la ville lorsque l'aqueduc a été construit:74-76:152. Du point de vue hydrologique, la vallée de San Fernando était idéale : son aquifère fournissait un lieu de stockage gratuit de l'eau, sans évaporation:73. Un obstacle à l'irrigation était la Charte de la ville de Los Angeles, qui interdisait la vente, la location ou l'utilisation de l'eau de la ville sans l'approbation des deux tiers des électeurs:18. Cette limitation est évitée par l'annexion d'une grande partie de la vallée de San Fernando à la ville:133. Mulholland se rend compte que l'annexion augmenterait le plafond de la dette de Los Angeles, qui a permis le financement de l'aqueduc. 
En 1915, les annexions initiales sont achevées et la superficie de Los Angeles double sur la période allant jusqu'à 1926, ce qui en fait alors la plus grande ville aux États-Unis par zone. Les zones qui ont choisi de rejoindre le réseau municipal d'eau sont Owensmouth (Canoga Park) (1917), Laurel Canyon (1923), Lankershim (1923), Sunland (1926), La Tuna Canyon (1926) et l'Incorporated town de Tujunga (1932).
La relation historique entre l'eau et l'urbanisation rapide et la croissance de Los Angeles est à la base de l'intrigue du film de fiction Chinatown.

### Reconnaissance professionnelle
William Mulholland, qui est autodidacte, devient le premier ingénieur civil américain à utiliser le remblayage hydraulique (en) pour construire un barrage lors du chantier du réservoir Silver Lake en 1906. Cette nouvelle méthode attire l'attention des ingénieurs et des constructeurs de barrages de tous les États-Unis. Les ingénieurs gouvernementaux adoptent cette technique lors de la construction du barrage Gatún, sur lequel Mulholland est consultant, dans la zone du canal de Panama.
En 1914, l'université de Californie à Berkeley honore Mulholland en lui décernant un doctorat honoris causa. L'inscription sur le diplôme indique en latin : « Percussit saxa et duxit flumina ad terram sitientum » (« Il a brisé les roches et a conduit les rivières à la terre assoiffée. »)
La réputation de Mulholland continue de grandir. Ses bureaux se situent, pendant un moment, au dernier étage du Million Dollar Theatre de Sid Grauman. Il est même un des favoris pour devenir maire de Los Angeles. Mais, lorsqu'on lui demande s'il envisage de se présenter, il répond : « I'd rather give birth to a porcupine backward » (« Je préfère donner naissance à un porc-épic vers l'arrière. »)

### Barrage de Calaveras
En mai 1913, la Spring Valley Water Company (SVWC), propriétaire de l'approvisionnement en eau de San Francisco, autorise un comité exécutif à approuver les plans et la construction directe d'un barrage pour créer le réservoir de Calaveras. Le comité est également autorisé à embaucher William Mulholland en tant que consultant.
En octobre de la même année, alors que la construction du barrage est en cours, l'ingénieur de la ville de San Francisco, Michael O'Shaughnessy (en), critique Mulholland dans une lettre à John R. Freeman, l'ingénieur qui a aidé la ville à obtenir l'autorisation de construire le réservoir d'Hetch Hetchy et le système d'eau dans le parc national de Yosemite. O'Shaughnessy écrit que Mulholland et F. C. Hermann, ingénieur en chef de la SVWC sont « tellement fougueux qu'ils imaginent que tout ce qu'ils pourraient faire devrait être à l'abri des critiques. » En indiquant les détails ou les pratiques de construction qu'il juge incorrects, O'Shaughnessy souligne ce qui est, à son avis, de la négligence et de l'imprudence sur le site du barrage de Calaveras. Il écrit qu'« un autre élément qui lui a donné une impression négative » est « la manière inquiétante avec laquelle les jeunes étudiants chargés du travail et Mulholland, avec ses grandioses idées d'accomplissement, ont entrepris ce très sérieux projet d'ingénierie. »
Le 24 mars 1918, le barrage subit un effondrement partiel d'une rive en amont. À l'époque, le niveau de l'eau dans le réservoir n'est qu'à 17 mètres de hauteur. Cet incident ne provoque pas de libération d'eau.

### Conflit de la vallée de l'Owens
Pour un article plus général, voir Guerres de l'eau en Californie.

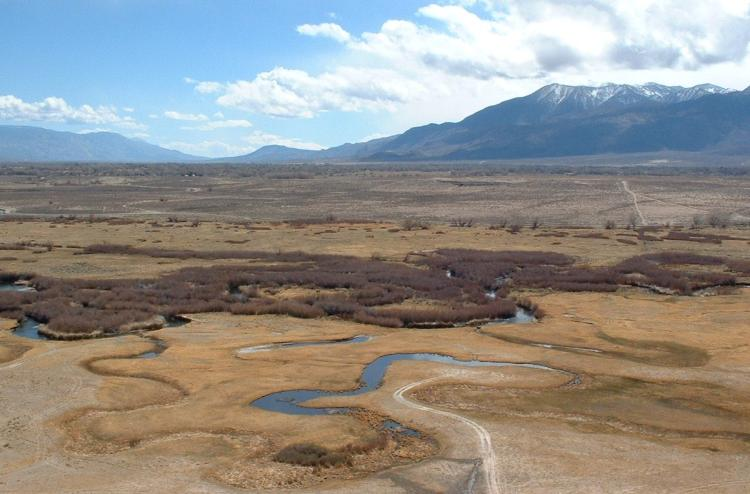
Vestige de la rivière Owens à Bishop Tuff.

Après l'achèvement de l'aqueduc de Los Angeles, les investisseurs de San Fernando exigent tant d'eau de la vallée de l'Owens que ce qui était appelé « la Suisse de Californie » se transforme en désert. William Mulholland est empêché d'obtenir de l'eau supplémentaire du Colorado, et décide de prélever toute l'eau disponible de la vallée de l'Owens:89. En exploitant l'amertume personnelle de certains agriculteurs de la région, Los Angeles réussit à acquérir une partie déterminante des droits sur l'eau. Dès lors, l'alimentation du lac Owens est considérablement détournée, et l'assèchement du lac est constaté en 1924.
Dès lors, les fermiers et éleveurs se révoltent. Une série de provocations de Mulholland sont suivies en retour de menaces proférées par des agriculteurs locaux et de la destruction de la propriété de Los Angeles:93. Enfin, un groupe d'éleveurs armés s'empare de l'Alabama Gates et dynamite l'aqueduc à Jawbone Canyon, ce qui permet à l'eau de s'écouler de nouveau dans la rivière Owens.

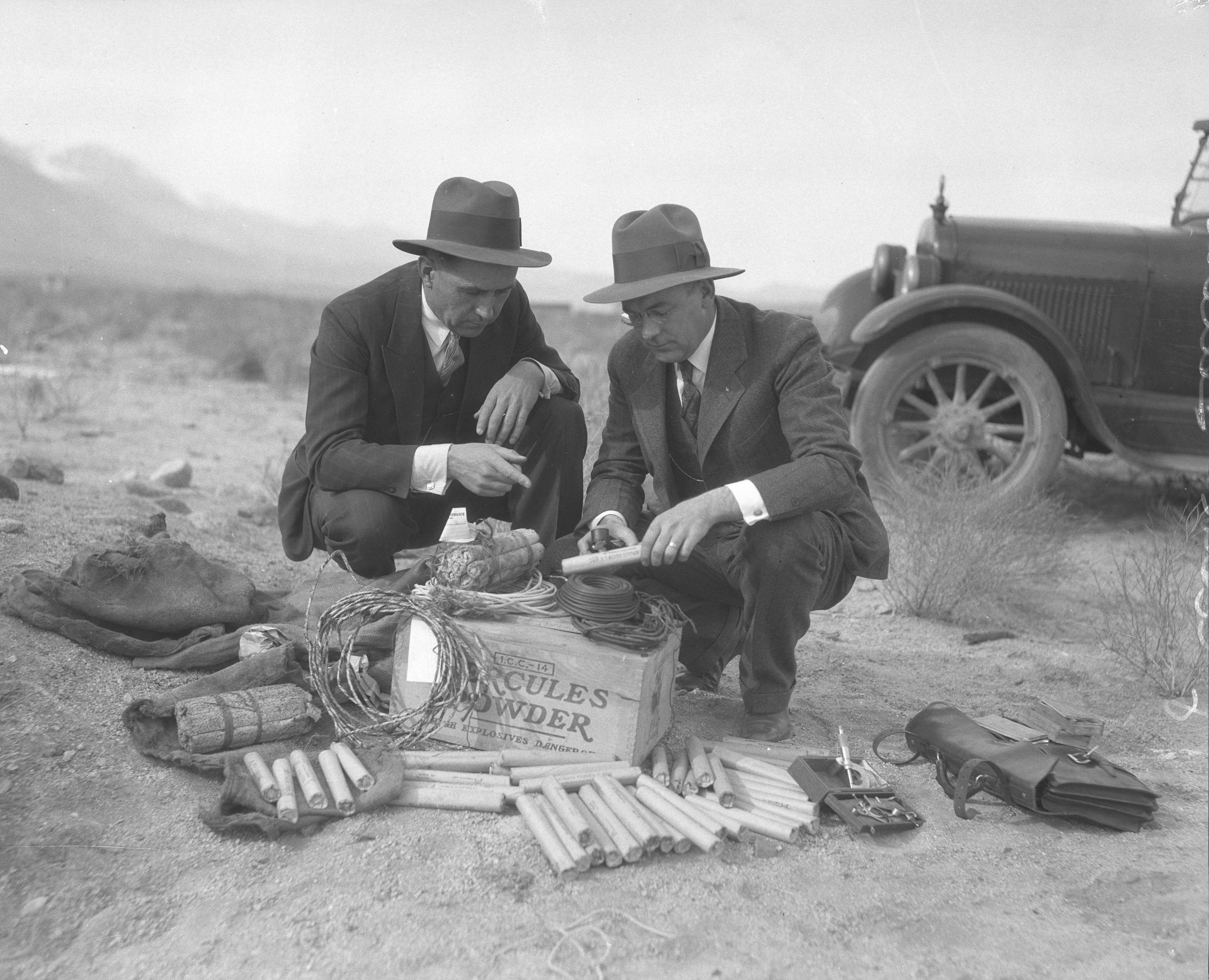
De la dynamite découverte à l'occasion d'un sabotage contre l'aqueduc de la vallée de l'Owens, vers 1924.

D'autres actes de violence contre l'aqueduc sont perpétrés tout au long de l'année, le point culminant étant atteint lorsque les opposants saisissent une partie clé de l'ouvrage et, pendant quatre jours, coupent complètement l'eau destinée à Los Angeles. L'État et les autorités locales refusent de prendre des mesures et la presse présente les agriculteurs et les éleveurs de la vallée de l'Owens comme des opprimés. Finalement, William Mulholland et l'administration de Los Angeles sont forcés de négocier. Mulholland déclare que, dans la colère, il « regrettait à moitié la disparition de tant d'arbres des vergers de la vallée, car maintenant il n'y avait plus d'arbres pour y pendre tous les fauteurs de troubles qui y vivent:92. »
En 1927, alors que le conflit sur l'eau est à son apogée, la banque du comté d'Inyo fait faillite, en raison d'un détournement de fonds:97. L'économie de la vallée d'Owens s'effondre et les attaques cessent. La ville de Los Angeles finance une série de programmes de réparation et d'entretien des installations de l'aqueduc, qui permettent la création d'emplois locaux. De plus, les employés locaux du service de l'eau de Los Angeles sont payés un mois à l'avance pour soulager leur situation,.

### Effondrement du barrage St. Francis
Pour un article plus général, voir Barrage de St. Francis.
La carrière de Mulholland prend fin le 12 mars 1928, lorsque le barrage de St. Francis cède, douze heures après que lui et son assistant, l'ingénieur en chef adjoint et directeur général Harvey Van Norman, ont personnellement inspecté le site. Quelques secondes après l'effondrement, seule une partie du barrage reste debout et les 47 millions de mètres cubes d'eau du réservoir se déversent dans le canyon de San Francisquito, sous forme d'une vague d'une hauteur de 43 m qui déferle à environ 30 km/h. La centrale hydroélectrique Powerhouse Number Two est détruite, et 64 des 67 ouvriers et leurs familles qui y vivaient perdent la vie. Les eaux se déversent vers le sud et finissent dans le lit du fleuve Santa Clara, inondant certaines parties de Valencia et Newhall. Suivant le lit du fleuve, l'eau s'écoule vers l'ouest, inondant les villes de Castaic Junction, Piru, Fillmore, Bardsdale et Santa Paula dans le comté de Ventura. Le cours d'eau est alors large de 3 km, et se déplace encore à une vitesse de 8 km/h quand il atteint l'océan Pacifique près de Montalvo, à 87 km du barrage. Parmi les corps qui peuvent être retrouvés, certains le sont au sud de la frontière mexicaine.
La ville de Santa Paula subit les dommages les plus graves, en particulier les zones basses proches du lit de la rivière. Là, dans de nombreux endroits, seules les fondations ou des décombres subsistent. Les opérations de sauvetage y sont entravées par une épaisse couche de boue qui tapisse la région.
Les équipes travaillent pendant des jours pour extraire les corps et éliminer la boue déposée sur le parcours de l'inondation. Le nombre final de morts est estimé à plus de 400,, dont au moins 108 étaient des mineurs.
Mulholland assume la pleine responsabilité de ce qui a été appelé la pire des catastrophes du XXe siècle provoquée par les humains aux États-Unis:1 et prend sa retraite en novembre 1928:418.
Au cours de l'enquête du coroner de Los Angeles, Mulholland déclare : « il est très douloureux pour moi d'avoir à assister à cette enquête, mais c'est justement l'occasion de subir cette douleur. Les seuls que j'envie dans tout ça, ce sont les morts. » Dans un témoignage postérieur, après avoir répondu à une question, il ajoute : « Que ce soit bon ou mauvais, ne blâmez personne d'autre, c'est à moi que vous devez l'attribuer. Si une erreur de jugement humain a eu lieu, j'étais cet humain, je n'essayerai pas de l'attribuer à quelqu'un d'autre. »
La commission d'enquête a conclu que la responsabilité de la catastrophe résultait à la fois d'une erreur de jugement de l'ingénierie, à propos de la validation de la conformité de la géologie de la région comme base stable pour le barrage, et d'erreurs dans les politiques publiques. Ils ont recommandé que Mulholland ne soit pas reconnu responsable pénalement, comme ils l'ont déclaré dans leur verdict : « Nous, le Jury, ne trouvons aucune preuve d'acte criminel ou d'intention de la part du Board of Water Works and Supply de la Ville de Los Angeles ou de tout ingénieur ou employé dans la construction ou l'exploitation du barrage de St. Francis... »
Néanmoins, ses critiques ont souligné qu'un autre barrage sur lequel Mulholland avait œuvré en tant que consultant s'est effondré et la ville a abandonné un projet de barrage à San Gabriel avant son achèvement. Mulholland avait augmenté la hauteur du barrage de 6 m après le début de la construction, sans augmentation correspondante de la largeur de la base[réf. nécessaire].

### Dernières années
William Mulholland passe le reste de sa vie dans une réclusion relative, bouleversé par la tragédie:418.
À la retraite, il commence à écrire son autobiographie, mais elle reste inachevée. Peu de temps avant sa mort, il s'intéresse aux projets du barrage Hoover et de l'aqueduc du Colorado.
Il meurt en 1935 et est enterré au cimetière de Forest Lawn Memorial Park à Glendale, en Californie, aux côtés de l'ingénieur électricien principal de l'aqueduc de Los Angeles, Ezra F. Scattergood.

## Postérité

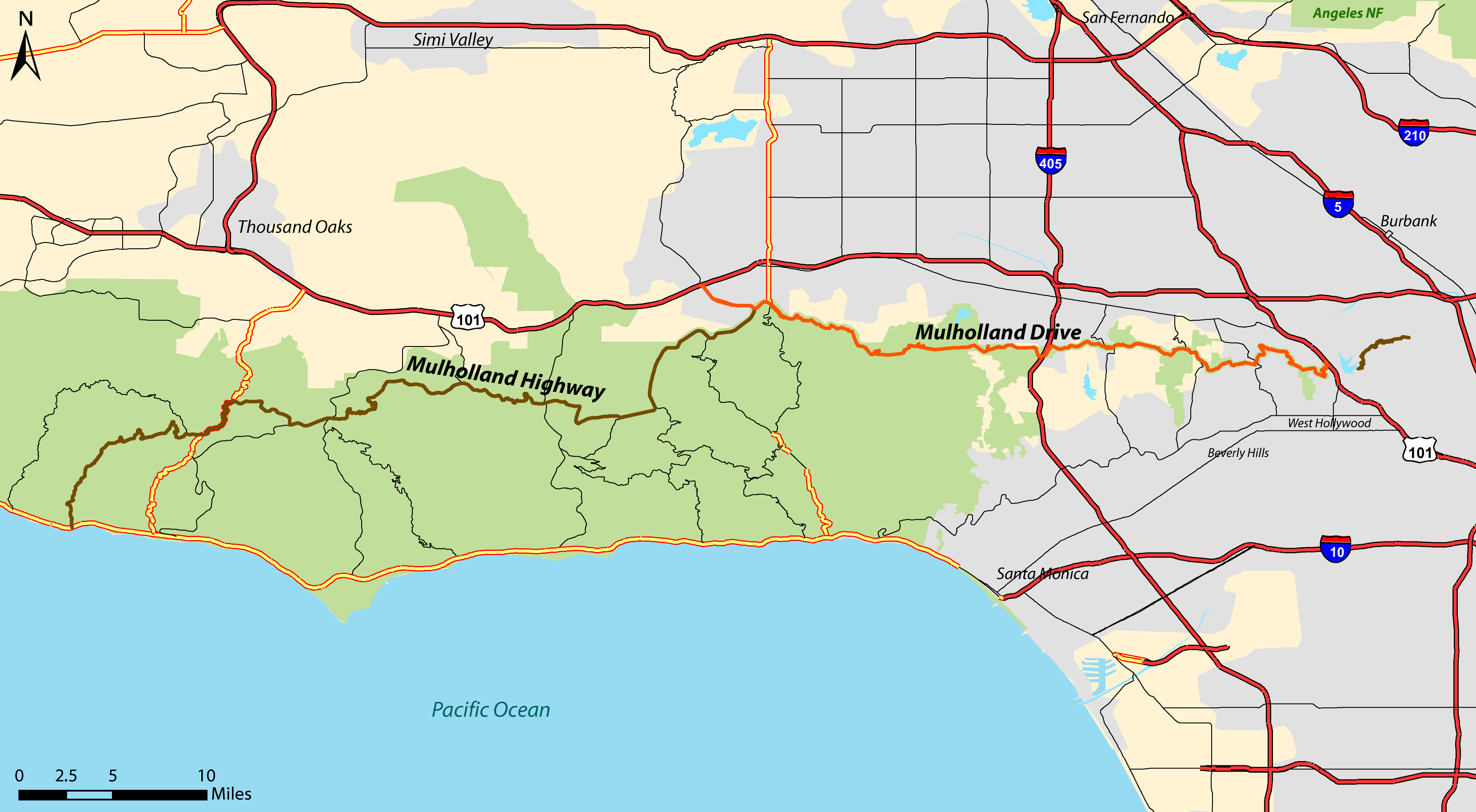
Mulholland Drive (orange) et Mulholland Highway (marron) dans le comté de Los Angeles.

Dans son livre Water and Power, l'auteur et l'historien William L. Kahrl résume l'héritage de Mulholland quant au principe du développement de la distribution publique d'eau :

« Le jugement le plus sévère des actions de Mulholland réside dans le préjudice qu'il a causé au principe du développement publique de la distribution de l'eau. Plus que tout autre individu, William Mulholland, par la construction de l'aqueduc et la formation du Metropolitan Water District, a établi le principe de la propriété publique de l'eau de manière indélébile dans l'histoire de la Californie. Mais la fureur qui a suivi les erreurs commises au cours de ses sept dernières années dans le service public a discrédité l'homme et a donc aidé les ennemis de l'idéal pour lequel il avait œuvré toute sa vie,. »

Cette opinion contraste avec celle d'un des associés de William Mulholland dans la profession d'ingénieur :

« Un homme à l'esprit remarquable par sa grandeur et son esprit brillant. Un homme qui peut construire un aqueduc, et un homme qui peut aussi, autour d'un feu de camp de montagne, alors qu'il pique sa truite, discourir sur la structure géologique profonde. Un homme dont la vie a été consacrée au service public pour le bénéfice des masses dans son pays d'adoption. Remarquable par son originalité de pensée et d'analyse, tout aussi actif dans l'application pratique de ces idéaux. Original dans les détails minutieux de la construction, mais courageux dans la conception et l'exercice de la responsabilité des plus grands projets. Gentil, généreux et fidèle au bien-être public, il représente un exemple de ce que le scientifique appliqué peut faire pour son art lorsqu'il accomplit sa tâche pour le peuple,. »

À Los Angeles, le barrage Mulholland dans Hollywood Hills, Mulholland Drive, Mulholland Highway et Mullholland Middle School portent son nom.

## Dans la culture populaire
- Une fiction basée sur les guerres de l'eau en Californie a été utilisée comme base pour le film de Roman Polanski Chinatown, ainsi que le premier tiers du roman de 1994 intitulé Take of the Waters de John Shannon.
- Mullholland est un sorcier immortel dans le roman fantastique urbain 2014 de Greg van Eekhout, Californie Bones. Dans une Californie qui s'est éloigné des États-Unis 80 ans plus tôt, Mulholland est un despote dont les plans de dessalement de l'océan Pacifique fournissent de l'eau douce pour la Californie, la sécession ayant coupé l'Etat de la rivière Colorado. Il manque de scrupules moraux concernant la fermeture de la production hydroélectrique, ou la destruction des barrages, pour rappeler aux gens qui contrôle leur vie.
- Le chanteur / compositeur Frank Black a enregistré deux chansons sur la vie et les œuvres de William Mulholland : Ole Mulholland, de l'album Teenager of the Year (1994), et St. Francis Dam Disaster, de Dog in the Sand (2001).
- William Mullholland et les guerres de l'eau en Californie font l'objet d'un documentaire de la BBC Northern Ireland, Patrick Kielty's Mulholland Drive. Le programme a été diffusé au Royaume-Uni en février 2016 et présenté par le comédien irlandais et personnalité de la télévision Patrick Kielty[46].

### Citations d'origine
1. ↑  « If you don't get the water, you won't need it ».
2. ↑  « The harshest judgement of Mulholland's actions lay in the damage he had done to the principle of public water development. More than any other individual, William Mulholland, through the building of the aqueduct and the formation of the Metropolitan Water District, established the principle of public ownership of water indelibly on California's history. But the furor that followed upon the mistakes made in the last seven years of his public service discredited the man and thereby gave aid to the enemies of the ideal he had labored all his life to establish. »
3. ↑  « A man with a mind remarkable for its breadth and brilliant wit. A man who can build an aqueduct, and man who can also, beside a mountain campfire, while he broils his trout, discourse on profound structural geology. A man whose life has been spent in public service for the benefit of the masses in the land of his adoption. Remarkable for his originality of thought and analysis, yet equally active in the practical application of these ideals. Original in the minute details of construction, yet brave to the limit of conceiving and assuming the responsibilities of the greatest projects. Kind, generous and true to the public welfare, he stands an example of what the applied scientist can do for his state when he holds his brief for the people. »